# Pleuraphodius matamataensis
Pleuraphodius matamataensis är en skalbaggsart som beskrevs av S. Endrödi 1991. Pleuraphodius matamataensis ingår i släktet Pleuraphodius och familjen Aphodiidae. Inga underarter finns listade i Catalogue of Life.